# 莱德·马托斯·桑托斯
莱德·马托斯·桑托斯（Ryder Matos Santos，1993年2月27日—）是一名巴西足球运动员，司职翼锋，现在效力于意乙球隊佩魯賈。

## 俱乐部生涯
马托斯在15岁时就被佛罗伦萨的球探看中，并在2010年正式加入佛罗伦萨的青训体系。2012年6月29日，他被租借到巴西甲级球队巴伊亚一年。2013年6月2日，他射进职业生涯的首个进球，帮助巴伊亚2比1击败国际。
2013年6月底，马托斯回归佛罗伦萨。同年9月19日，他在2013–14賽季歐霸盃小组赛第一场对阵费雷拉的比赛第66分钟替补华金出场，首次代表紫百合在正式比赛亮相。上场26秒后，他第一次触球就破门成功，最终帮助佛罗伦萨3比0击败对手。